# 常店镇
常店镇，是中华人民共和国江苏省徐州市丰县下辖的一个乡镇级行政单位。

## 行政区划
常店镇下辖以下地区：
油坊庄社区、夏庄社区、褚庄社区、裴庙村、常店村、于双楼村、常堤口村、褚庄村、康庄村、油坊庄村、孔庄村、常楼村、万庄村、杜堂村、八里坊村、朱楼村、刘庙村、李河村、振兴村、郭集村、徐庄村、卜老家村、侯老家村、谷庄村、尚庄村、马楼村、夏庄村、华祖庙村、郭庄村和大李庄村。